# LDAC
LDAC是由索尼开发的一项音频编解码专有技术，可令24bit/96kHz高解析度音频通过蓝牙以高达990 kbps的速率串流，在索尼耳机、智能手机、便携式媒体播放器、有源音箱以及家庭影院等产品当中均有使用。
作为有损编解码器，LDAC采用混合编码方案，方案基于改進的離散餘弦變換（MDCT）与霍夫曼编码，令数据压缩更高效。其主要竞争对手是高通的aptX-HD与/aptX Adaptive技术与Savitech 盛微先進科技的LHDC。此外，LDAC是首项取得日本音响协会（日语：日本オーディオ協会）Hi-Res Audio Wireless标准认证的蓝牙音频编解码技术。
自Android 8.0“Oreo”起，LDAC加入安卓开放源代码计划，所有OEM都享有将LDAC集成到Android设备中的自由。

## 规格参数
LDAC提供990/909kbps、660/606kbps与330/303kbps三档可选的比特率范围，并且具有自适应切换比特率提供更佳音质的能力。在990kbps下提供最高的24bit位深度和96kHz采样率，符合Hi-Res Audio Wireless标准的音频数据流。